# Going to Pieces: The Rise and Fall of the Slasher Film
Going to Pieces: The Rise and Fall of the Slasher Film este un film documentar din 2006 despre filmele slasher. Acesta face referire la mai multe filme populare de horror și thriller. 

## Prezentare
Filmul este o privire istorică și critică asupra filmelor slasher și include zeci de fragmente video, începând cu Halloween, Vineri 13 și Prom Night. Conține interviuri cu regizorii, scriitorii, producătorii și creatorii de efecte speciale, aceștia comentează despre realizarea și succesul filmelor. În timpul președintelui  Ronald Reagan, filmele au devenit splatter, bugetele s-au micșorat și impactul lor asupra publicului s-a diminuat. Apoi, filmul Coșmar pe Strada Ulmilor din 1984 a reînviat genul. La sfârșitul anilor 1990, filme ca  Scream - Țipi... sau fugi! au adus umor și vedete TV în acest gen. Cu toate că uneori genul este criticat ca fiind misogin, majoritatea celor intervievați apreciază acest gen de filme: atâta timp cât vor exista adolescenți, vor exista și filme slasher. 

## Filme prezentate în documentar
- Alone in the Dark (1982)
- April Fool's Day (1986)
- Black Christmas (Crăciun Negru, 1974)
- A Bay of Blood|Bay of Blood/Twitch of the Death Nerve (Reazione a catena, 1971)
- The Boogeyman (1980)
- Christmas Evil (1980)
- Don't Answer the Phone (1980)
- Don't Open Till Christmas (1984)
- Freddy Vs. Jason (2003)
- Friday the 13th (Vineri 13, 1980)
- Friday the 13th Part II (Vineri 13 - Partea a II-a, 1981)
- Friday the 13th Part III (Vineri 13 - Partea a III-a, 1982)
- Friday the 13th: The Final Chapter (Vineri 13: Capitolul final, 1984)
- Graduation Day (1981)
- Halloween (1978)
- Halloween II (1981)
- Happy Birthday to Me (1981)
- He Knows You're Alone (1980)
- Hostel (2005)
- House of 1000 Corpses (2003)
- I Know What You Did Last Summer (1997)
- Intruder (1989)
- Just Before Dawn (1981)
- The Last House on the Left (1972)
- Maniac (1980)
- Mother's Day (1980)
- My Bloody Valentine (1981)
- New Year's Evil (1980)
- A Nightmare on Elm Street (1984)
- Peeping Tom (1960)
- Pieces (1982)
- Prom Night (1980)
- The Prowler (1981)
- Psycho (1960)
- Saturday the 14th (1981)
- Saw (2004)
- Scream (1996)
- Silent Night, Deadly Night (1984)
- Sleepaway Camp (1983)
- Suspiria (1977)
- Terror Train (1980)
- The Burning (1981)
- The Devil's Rejects (2005)
- The Hills Have Eyes (Sălbatic și mortal, 1977)
- The House on Sorority Row (1983)
- The Slumber Party Massacre (1982)
- The Texas Chain Saw Massacre (1974)
- Urban Legend (1998)
- When A Stranger Calls (Apel misterios, 2006)
- Wolf Creek (Traseul morții, 2005)

## Interviuri
- Christa Campbell
- John Carpenter
- Lilyan Chauvin
- Wes Craven
- Sean S. Cunningham
- John Dunning
- Amy Holden Jones
- Jeff Katz
- Paul Lynch
- Harry Manfredini
- Armand Mastroianni
- Gregory Nicotero
- Robert Oppenheimer
- Betsy Palmer
- Felissa Rose
- Tom Savini
- Robert Shaye
- Joseph Stefano
- Natasha Talonz
- Anthony Timpone
- Fred Walton
- Stan Winston
- Joseph Zito
- Rob Zombie

## Producție
Film documentar este bazat pe cartea lui Adam Rockoff Going to Pieces: The Rise and Fall of the Slasher Film, 1978-1986. care a fost publicată prima dată în 2002 de editura McFarland & Company.

## Vezi si
- Slice and Dice: The Slasher Film Forever